# 褐叶青冈
褐叶青冈（学名：Cyclobalanopsis stewardiana）为壳斗科青冈属下的一个变种。